# Traktat w Neuilly-sur-Seine

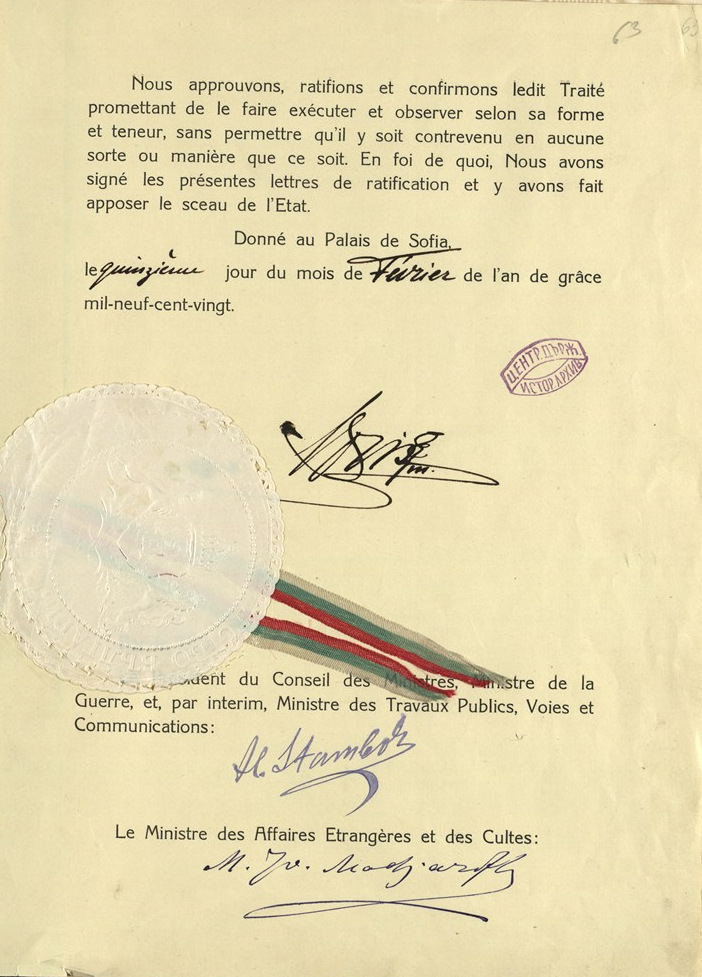
Dokument ratyfikacyjny traktatu ze strony bułgarskiej z podpisami króla Borysa III, premiera Aleksandra Stambolijskiego i ministra spraw zagranicznych Michaiła Madżarowa

Traktat w Neuilly-sur-Seine – traktat pokojowy po I wojnie światowej pomiędzy krajami Ententy a Bułgarią, podpisany 27 listopada 1919 roku w Neuilly-sur-Seine pod Paryżem. Wszedł w życie 9 sierpnia 1920 r. Spisany w językach angielskim, francuskim i włoskim, w razie wątpliwości miarodajnym miał być tekst francuski. Depozytariuszem został rząd Francji.
Był to jeden z kilku traktatów pokojowych podpisanych po zakończeniu wojny przez kraje Ententy z państwami centralnymi. Obok Bułgarii do bloku tego należały Cesarstwo Niemieckie, Austro-Węgry i Turcja. Bułgaria jako pierwsza zaprzestała walki podpisując rozejm salonicki (29 września 1918).

## Postanowienia
- Południową Dobrudżę oddano Rumunii (od maja 1918 na mocy traktatu w Bukareszcie znajdowała się w granicach Bułgarii).
- Zachodnią Trację przekazano Grecji.
- Skrawki na zachodniej granicy odstąpiono na rzecz Królestwa Serbów, Chorwatów i Słoweńców.
- Bułgaria została obciążona reparacjami wojennymi w wysokości 2,25 mld franków w złocie na rzecz państw sąsiednich oraz na rzecz Królestwa SHS. Zobowiązania mogły być wyrażone w naturze bądź gotówce; do tego 50 tys. ton węgla rocznie oraz zwrot bydła i koni zagarniętych w trakcie działań wojennych.
- Bułgarii narzucono przepisy o ochronie jej mniejszości narodowych i ograniczenia liczebności armii.
- Armia bułgarska mogła liczyć tylko 20 000 ludzi[1], z zaciągu ochotniczego, bez broni ciężkiej i lotnictwa.
- Zlikwidowano bułgarską marynarkę wojenną, zezwalając jedynie na morską służbę handlowo-policyjną; wyporność okrętów ograniczono do 100 ton i zabroniono posiadania okrętów podwodnych[1].
- Kraj zobowiązał się przestrzegać statutu Ligi Narodów, choć nie był wtedy jeszcze członkiem Ligi.
- Poczyniono uzgodnienia w sprawie transgranicznych wymian ludności.

Całość strat terytorialnych Bułgarii wynosiła około 7% jej obszaru z 1914 r., kiedy to Bułgaria liczyła 111 tys. km². Po traktacie w Neuilly ten obszar wyniósł 103 tys. km².